# Рассихин, Сергей Иванович
Сергей Иванович Рассихин (бел. Сяргей Іванавіч Рассихін; 30 апреля 1961 — 24 февраля 2016) — советский и белорусский футболист, нападающий, полузащитник. Мастер спорта СССР (1985).
В 1979 году дебютировал в первенстве СССР — вышел в конце матча второй лиги в составе «Динамо» Брест. Затем поступил в Брестский государственный педагогический институт, играл за его команду в первенстве Белорусской ССР. В 1982—1983 годах сыграл за «Динамо» Брест 61 игру, забил 13 голов. Осенью 1983 поступил на армейскую службу, 1984 год провёл в команде первой лиги «Искра» Смоленск. Дебютировал 3 июня — в гостевом матче против омского «Иртыша» (3:1) вышел на замену на 76-й минуте и через десять минут установил окончательный счёт. 17 сентября участвовал в матче 1/16 Кубка СССР Против «Динамо» Тбилиси (2:2, 4:3 пен.). «Искра» в том розыгрыше дошла до полуфинала, что позволило Рассихину получить звание мастера спорта. Первую половину следующего сезона пропустил из-за гепатита, после чего вернулся в «Динамо».
Перед сезоном 1989 года перешёл в минское «Динамо», в чемпионате сыграл 22 матча, забил три гола. В команде произошло обновление состава, и 28-летний Рассихин вновь вернулся в Брест. В 1991 году на пост главного тренера пришёл Юрий Курненин, который по окончании первого круга отчислил капитана Рассихина и ещё двоих футболистов «за снижение спортивного мастерства» из-за подозрений в сдаче матчей.
В сезонах 1991/92 — 1992/93 играл в третьей лиге (четвёртый по значимости дивизион) польского чемпионата за «Олимпию» Замбрув. Вернувшись в Белоруссию, в составе команды «Брестбытхим» выиграл первенство третьей лиги 1992/93. Во второй лиге провёл за клуб четыре сезона (в 1996 году команда переехала в Кобрин), после чего завершил карьеру.
Был штатным пенальтистом, исполнял большинство штрафных ударов. Имел приличную скорость и скоростную выносливость.
Скончался в 2016 году в возрасте 54 лет.
Сын Павел (1986 г. р.) в 2003—2007 годах играл за дубль «Динамо» Брест, в 2007 году провёл две игры во второй лиге за клуб «Берёза».